# Semion Alekseïevitch Timochenko
Pour les articles homonymes, voir Timochenko.
 (juin 2024).
La mise en forme du texte ne suit pas les recommandations de Wikipédia : il faut le « wikifier ».
Les points d'amélioration suivants sont les cas les plus fréquents. Le détail des points à revoir est peut-être précisé sur la page de discussion.
- Les titres sont pré-formatés par le logiciel. Ils ne sont ni en capitales, ni en gras.
- Le texte ne doit pas être écrit en capitales (les noms de famille non plus), ni en gras, ni en italique, ni en « petit »…
- Le gras n'est utilisé que pour surligner le titre de l'article dans l'introduction, une seule fois.
- L'italique est rarement utilisé : mots en langue étrangère, titres d'œuvres, noms de bateaux, etc.
- Les citations ne sont pas en italique mais en corps de texte normal. Elles sont entourées par des guillemets français : « et ».
- Les listes à puces sont à éviter, des paragraphes rédigés étant largement préférés. Les tableaux sont à réserver à la présentation de données structurées (résultats, etc.).
- Les appels de note de bas de page (petits chiffres en exposant, introduits par l'outil «  Source ») sont à placer entre la fin de phrase et le point final[comme ça].
- Les liens internes (vers d'autres articles de Wikipédia) sont à choisir avec parcimonie. Créez des liens vers des articles approfondissant le sujet. Les termes génériques sans rapport avec le sujet sont à éviter, ainsi que les répétitions de liens vers un même terme.
- Les liens externes sont à placer uniquement dans une section « Liens externes », à la fin de l'article. Ces liens sont à choisir avec parcimonie suivant les règles définies. Si un lien sert de source à l'article, son insertion dans le texte est à faire par les notes de bas de page.
- La présentation des références doit suivre les conventions bibliographiques. Il est recommandé d'utiliser les modèles {{Ouvrage}}, {{Chapitre}}, {{Article}}, {{Lien web}} et/ou {{Bibliographie}}. Le mode d'édition visuel peut mettre en forme automatiquement les références.
- Insérer une infobox (cadre d'informations à droite) n'est pas obligatoire pour parachever la mise en page.

Pour une aide détaillée, merci de consulter Aide:Wikification.
Si vous pensez que ces points ont été résolus, vous pouvez retirer ce bandeau et améliorer la mise en forme d'un autre article.
Semion Alekseïevitch Timochenko (en russe : Семён Алексе́евич Тимоше́нко ; 1899-1958) est un réalisateur, scénariste et acteur soviétique. Le destin créatif de Timochenko est entièrement lié au studio de cinéma Lenfilm, où il revint en 1925.

## Biographie
Né le 6 janvier (18 janvier selon le nouveau style) 1899 à Saint-Pétersbourg. En 1918-1920, il étudie au département général de l'Institut des ingénieurs civils (IGI). En 1918, il visite l'atelier de Vsevolod Meyerhold. En 1920, il est diplômé des cours de mise en scène au département de théâtre du Commissariat du Peuple à l'Éducation à Petrograd.
En 1919-1924, il fut acteur au Théâtre Tovstonogov, puis acteur et metteur en scène au Théâtre de Comédie Libre. Il a participé aux 166 représentations de la saison. Il a également acquis une grande renommée en agissant comme animateur dans le cabaret nocturne « Balaganchik », organisé au théâtre, pour lequel il a également écrit de nombreuses pièces de théâtre et miniatures. Il a participé à la mise en scène de spectacles folkloriques de masse et a dirigé des clubs de théâtre.
Depuis 1925, il est réalisateur au studio de cinéma Sevzapkino (aujourd'hui Lenfilm).
Pendant les dix premières années, il a filmé des drames sociaux consacrés à la Révolution d'Octobre et à la guerre civile. Depuis 1935, il se fait connaître comme réalisateur de comédies populaires, dont il écrit souvent lui-même les scénarios. En 1937, il écrit le scénario du film « Ciel d'Espagne », composé d'histoires cinématographiques unies par un thème commun. Selon le critique S. Gourevich, il est devenu le prototype des « Collections de films de combat » publiées pendant la Grande Guerre patriotique. De plus, au début des années 1940, il réalise trois films de concert qui jettent les bases de ce genre dans le cinéma soviétique.
En 1942, pendant le siège de Leningrad, avec d'autres cinéastes, il fut évacué à Alma-Ata, où, émacié, il fut remarqué par Sergueï Eisenstein et lui proposa de jouer dans le film « Ivan le Terrible ». Le rôle caractéristique de l'ambassadeur de Livonie est devenu le seul rôle cinématographique connu de Timochenko.
Le film le plus populaire de Semion Alekseïevich est la comédie « Le Lent Voyageur du ciel » (sortie en 1946), tournée pendant la Grande Guerre patriotique. L'année de sa sortie, le film a été regardé par 21 millions de téléspectateurs, et en 2012 il a été restauré et colorisé sur ordre de Channel One.
Pendant de nombreuses années, j'ai rêvé de faire un film sur le grand aviateur russe Sergueï Issaïevitch Outotchkine (ru), mais ce projet ne s'est jamais réalisé de son vivant  . Ce n’est qu’en 1962, au studio de cinéma A. Dovjenko, que le film biographique « Dans une boucle morte » a été tourné, basé sur le scénario de Timochenko. Le rôle principal a été joué par l'acteur Oleg Strijenov.
Auteur des livres « L'art du cinéma et du montage cinématographique » (L., 1926), « Ce qu'un réalisateur doit savoir » (M. ; Leningrad, 1929).
Décédé le 13 novembre 1958. Il a été enterré à Saint-Pétersbourg au cimetière Serafimovskoye. Il était marié à l'actrice Lioudmila Sergueïevna Glazova (ru). Son fils Viatcheslav s'est noyé à l'âge de 12 ans après avoir traversé la glace d'une pièce d'eau.

## Filmographie
(juin 2024).

### Réalisateur
- 1925 : Наполеон-газ
- 1925 : Радиодетектив
- 1927 : Ордер на жизнь
- 1927 : Турбина № 3
- 1928 : Два броневика
- 1929 : Мятеж
- 1930 : Заговор мёртвых
- 1931 : Sniper (en russe : Снайпер)
- 1933 : Жить
- 1935 : Три товарища
- 1936 : Вратарь
- 1940 : Концерт на экране
- 1941 : Киноконцерт
- 1943 : Под звуки домбр
- 1945 : Le Lent Voyageur du ciel
- 1950 : Сады и парки Ленинграда (documentaire)
- 1952 : Кемери (documentaire)
- 1953 : Лес
- 1954 : Запасной игрок

### Scénariste
- 1925 : Наполеон-Газ
- 1925 : Радиодетектив
- 1926 : Радио-приёмник
- 1927 : Ленсовет
- 1928 : Два броневика
- 1929 : Мятеж
- 1930 : Заговор мёртвых
- 1931 : Sniper
- 1933 : Жить
- 1940 : Концерт на экране
- 1941 : Киноконцерт
- 1943 : Под звуки домбр
- 1945 : Le Lent Voyageur du ciel
- 1952 : Кемери
- 1954 : Запасной игрок
- 1962 : В мёртвой петле

### Œuvres d'acteur
- 1929 : «Флаг наций»
- 1945 : Ivan le Terrible (épisode 1)